# Copris dudleyi
Copris dudleyi là một loài bọ cánh cứng trong họ Bọ hung (Scarabaeidae).